# Distinktionstecknet för tapperhet till sjöss
Distinktionstecknet för tapperhet till sjöss, även känt som Örlogsflottans hederstecken samt, felaktigt, som Hoglandstecknet, var en svensk krigsdekoration, tidigare utdelad för tapperhet i krig. Den tilldelades underofficerare samt manskap inom örlogsflottan samt även inom armén då dessa var kommenderade å örlogsflottans fartyg.
Distinktionstecknet fanns i två grader där första graden var den lägre och andra graden den högre.

## Historia
Storamiralen hertig Karl (XIII) av Södermanland utfärdade den 18 juni 1789 statuter för ett förtjänsttecken avsett att utdelas till Tappra och dygdiga underofficerare och gemenskap, vilka på örlogsflottan utmärka sig, detta skedde på linjeskeppet Hedvig Elisabet Charlotta som låg till ankars på Karlskrona redd. Kung Gustaf III lämnade sitt gillande till detta. Den första dekoreringen skedde den 4 juli samma år.
Om inrättande av tecknet skrev hertig Karl följande:
| ” | Och då en gång den hand kallnat, som idag detta tecknet utdelar, och då en annan befälhavare - jag önskar med lika varma känslor för sitt fädernesland - skall anföra rikets flottor, skall han, på de grunder dessa statuter utsätta och till min åminnelse, detta förtjänsttecken utdela. Måtte det till ovärderlig tider hos svenska underofficerare och svensk gemenskap liva och bibehålla minnet av en befälhavare, som kände det rätta värdet av deras stora dygder, och hos dem ingjuta samma brinnande åtrå till vackra gerningar, som hos dem, vilka under mitt anförande så ärofullt bidragit till de svenska vapnens lycka, till den svenska flaggans återupprättande och aktning hos främmande nationer. | „ |

### Tilldelning[3]
Enligt de ursprungliga statuterna kunde medaljen tilldelas enligt följande;
- §2 - Den, som under en Bataille blir blesserad eller synnerligen utmärker sig, undfår Första Graden af detta Förtjenst = Tecken
- §3 - Den, som redan med Första Graden belönt, under en Bataille tilkänna gifver Oförskräckthet, Mannamod och Rådighet, undfår Andra Graden af detta Förtjenst = Tecken

Tilldelningen skedde efter ett skriftlig förslag från fartygschefen, och detta skulle vara bestyrkt av lägre chefer ombord. 
Distinktionstecknet tilldelades för bedrifter utförda vid: slaget vid Hogland 17 juli 1788 (retroaktivt), Skagerrak 15 augusti 1788 (retroaktivt), slaget vid Ölands södra udde 26 juli 1789, räden mot Baltischport 17 mars 1790, slaget vid Reval 13 maj 1790, Kronstadt 3-4 juni 1790 samt  Viborgska gatloppet 3 juli 1790. De som fick detta tecken skulle alltid bära det i ett svart-gult band, som är Södermanlands vapenfärger och således även hertig Carls vapenfärger som hertig av Södermanland. Svart och gult är även den tinktur, eller de heraldiska färger, som användes av Vasaätten.

### Vid innehavares död[4]
Vid jordfästningen skulle tecknet fästas på kistan, för att efter denna ceremoni avtagas och återlämnas till Högste befälhavaren i Carlscrona. Statuterna fastslår också att vid begravningen skall en regementsofficer delta, och att denne efter jordfästningen skall avtaga tecknet från kistan, under det att en pluton soldater tvenne salvor av handgevären avlossar.

## Utformning[5]
Enligt de ursprungliga statuterna var tecknens utseende enligt följande:
- §4 - Första Graden af detta Förtjenst = Tecken består uti 2:ne korslagde Svärd öfver et Ankare af Silfver
- §5 - Förtjenst= Tecknets Andra grad består uti 2:ne öfver et Ankare korsslagde Svärd förgylte, hvaromkring en Lagerkrants flätar sig, på ena sidan står: Trohet och Tapperhet; på den andra: Ära och Dygd.
- §6 - Desse Förtjenst = Teckens bägge Grader bäras uti et Svart och Gult Band, Färgorne af et Vapen

Den andra gradens lagerkrans utfördes med grön emalj.

## Mottagare[6]

### Örlogsflottan
- Peter Aspelund: tilldelad 1789 för Slaget vid Hogland
- Magnus Bergren: tilldelad 1789 för Slaget vid Hogland
- Salomon Brelin: tilldelad 1789 för Slaget vid Ölands södra udde
- Nils Olofson Ekeberg, född i Kronobergs län 1748, (levde 1821). - Antogs vid Örlogsflottan 1769; var 1816 nr 13 vid afTrolles kompani av 1. Sjöartilleriregementet; generalmönstring 1817: "Wälbefaren; kan läsa och skrifva; gjort UndOfficers tjenst"; avsked 1821 26/6 vid 73 års ålder. Tilldelad 1789 för Slaget vid Ölands södra udde-
- A. F. Fagrell: tilldelad senast 1790
- Johan Fredrik Heland: född i Norrköping 1768, (levde 1825). - Antogs 1791 vid Örlogsflottan; var 1816 "musikant" vid Silfverswärds kompani av 1. Sjöartilleriregementet; generalmönstring 1817: "Kan läsa, skrifva och räkna; fätt Hederstecken"; avsked 1824 28/5 "såsom gammal och låghalt". - Var 1823 gravör och ogift. Tilldelad 1789 för Slaget vid Ölands södra udde.
- Niklas Jönsson Carlström: tilldelad för Slaget vid Ölands södra udde, (SMts 1808)
- Nils Carlsson Kärrström: född i Blekinge 1761, död 1830. - Antogs 1785; var 1816 korpral nr 1 vid Sjöbohms kompani av 2. Sjöartilleriregementet i Karlskrona; generalmönstring 1817: "Wälbefaren, kan läsa, skrifva och räkna. Har Tapperhets Medaille. Under kriget förrät: Und: Officerstjenst"; avsked 1824, "bor i Blekinge", pensionsbrev nr 28. Tilldelad 1789 för Slaget vid Ölands södra udde.
- Nils Nilsson Lindman: tilldelad 1789 eller 1790
- Anders Olsson Majström: tilldelad 1789 eller 1790
- Sven Johan Oldevik: tilldelad 1791 för Slaget vid Hogland
- Nils Peter Palmqvist: tilldelad för Slaget vid Ölands södra udde
- Lars Pettersson: tilldelad 1790 för insats samma år
- Georg Wilhelm Rääf: tilldelad 1789 för Slaget vid Hogland
- Isak Sundewall: tilldelad 1789 för Slaget vid Hogland
- Anders Svanberg: tilldelad 1790 för insats samma år (SMts 1808, SMts 1813 och GMts 1813)
- Peter Sällberg: tilldelad 1790 för insats samma år
- Sven Pettersson Söderberg: tilldelad 1790 för insats samma år
- Carl Axel Telosius: tilldelad för Slaget vid Ölands södra udde
- Jöns Nilsson Torsk (efter 1820 Sparf): tilldelad senast 1790
- Lars Arvidsson Trast: tilldelad för Slaget vid Ölands södra udde
- Olof Bengtsson Wänlig: tilldelad för Slaget vid Ölands södra udde (SMts 1808)
- Peter Zachrisson Ödman: tilldelad för insats 1790

### Armén
- Hans Fredrik Peter Ahlbom: tilldelad för Slaget vid Hogland
- Christian Fredrik Ahlgren: tilldelad 1789 för Slaget vid Hogland
- Peter Alm: tilldelad senast 1790
- Magnus Jonsson Bogren: tilldelad senast 1790 för insats 1788-90 (SMts för insats 1790, tilldelad efter 1792)
- Zacharias Edenquist: tilldelad för Slaget vid Hogland, (SMtf för Slaget vid Uttismalm.)
- Johan Elgström: tilldelad för insats 1788-1790
- Carl Friberg: tilldelad senast 1790
- Per Granbeck: tilldelad för Slaget vid Ölands södra udde
- Jonas Eriksson Grep: tilldelad senast 1792 för insats 1788-90
- Johan Herwerdt: tilldelad för insats 1788-89, (SMts för Slaget vid Svensksund 1790)
- Magnus Andersson Högman: tilldelad senast 1792 för insats 1788-1790
- Johan Erik Callerström: regementskvartermästare vid Kalmar regemente, tilldelad 1790 för Anfallet mot Rogersvik
- Nils Louis Cronsander: tilldelad för Slaget vid Ölands södra udde
- Otto Fredrik Krusell: tilldelad för Slaget vid Hogland, (SMts för Slaget vid Svensksund 1790)
- Adam Kullberg: tilldelad senast 1792 för insats 1788-90
- Anders Christopher Laurin: tilldelad senast 1791 för Slaget vid Hogland
- Johan Adolf Lindeberg: tilldelad för Slaget vid Ölands södra udde
- Peter Magnusson Lång: tilldelad före 1792 för insats 1788-90
- Gustaf Didrik Maechel: tilldelad för Slaget vid Ölands södra udde
- Jonas Persson Mästerbom: tilldelad senast 1791 för Slaget vid Hogland
- Georg Wilhelm Pihl: tilldelad 1789 för Slaget vid Ölands södra udde
- Per Persson Pihl: tilldelad senast 1791 för Slaget vid Hogland
- Martin Christian Julius Plaisant: tilldelad 1790 för Slaget vid Kronstadt. (SMtf 1806 och GMtf 1809)
- Peter Lorentz Roswall: tilldelad 1789 för Slaget vid Hogland
- Måns Persson Röding: tilldelad före 1792 för insats 1788-90
- Georg Friedrich von Seitz: tilldelad 1789, (SMtSvsund 1790)
- Carl Jonsson Silfverbom: tilldelad 1789
- Johan August Fredrik Struppen: tilldelad 1789
- Erik Tranéus: tilldelad för Slaget vid Ölands södra udde
- Johan Fredrik Wallberg: tilldelad för Slaget vid Ölands södra udde
- Sven Åkerberg: tilldelad för Slaget vid Ölands södra udde
- Per Andersson Österman: Tilldelad för insats 1788-90

## Bilder

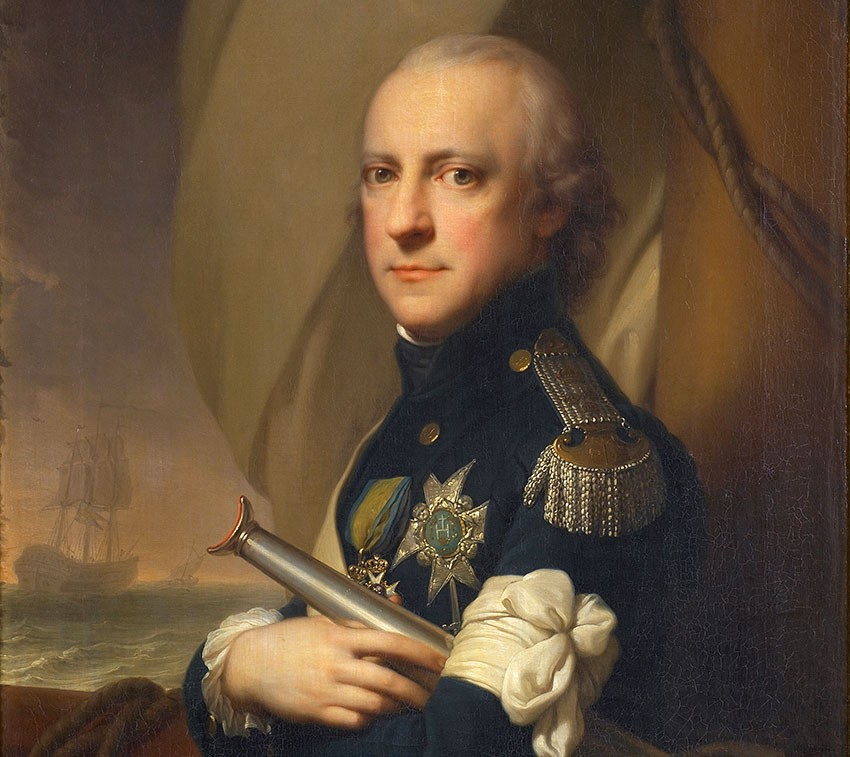
Instiftaren storamiral hertig Carl (XIII).
Flottans distinktionstecken, andra graden.